# Primăvara Simfonic

Primăvara Simfonic este un concert de Tudor Gheorghe.

## Lista pieselor
1. Antiprimăvară - Adrian Păunescu
2. Primăvara mea - Tudor Gheorghe
3. Lumina lină - Ioan Alexandru
4. Mugur, mugurel - anonim
5. Dorul călător - Tudor Gheorghe
6. Rapsodii de primăvară - George Topîrceanu
7. Valsul rozelor - Alexandru Macedonski
8. Toamna - Vasile Voiculescu
9. Dona Clara - Haralamb Lecca
10. Primăvara - Virgil Carianopol
11. Salcâmii - Arhip Cibotariu
12. Note de primăvară - George Bacovia